# Jianye
Jianye är ett innerstadsdistrikt i provinshuvudstaden Nanjing i Jiangsu-provinsen i östra Kina.